# Marcus Holmgren Pedersen
Marcus Holmgren Pedersen (Hammerfest, 16 juli 2000) is een Noors voetballer die doorgaans speelt als vleugelverdediger. In 2025 ging hij naar een huurperiode van Feyenoord naar Torino. Pedersen debuteerde in 2021 in het Noors elftal.

## Carrière

### Beginjaren
In het hoge noorden van Noorwegen begon Pedersen in de jeugd van de lokale voetbalclub HIF/Stein.
Op 18 april 2018 maakte Pedersen zijn debuut voor Tromsø in het betaald voetbal. In de bekerwedstrijd tegen Skjervøy viel hij in de 86e minuut in. Zijn debuut in een competitiewedstrijd zou hij pas enkele maanden later maken, op 28 oktober 2018 tegen Odds. Hiermee werd hij de eerste voetballer uit Hammerfest die op het hoogste niveau van Noorwegen actief was. Nadat hij uitgroeide tot basisspeler maakte hij op 11 februari 2020 de overstap naar Molde, waar hij een driejarig contract tekende. Als speler van Molde werd hij voor het eerst opgeroepen voor het Noors voetbalelftal.

### Feyenoord
De Nederlandse voetbalclub Feyenoord maakte op 22 juni 2021 bekend dat Pedersen gedurende juli 2021 de overstap zou maken naar de Rotterdammers. Hier tekende hij een vijfjarig contract tot medio 2026. Een maand na zijn overstap, op 22 juli 2021, maakte Pedersen zijn officiële debuut voor de Rotterdammers. Hij speelde de volledige wedstrijd in de voorronde van de UEFA Europa Conference League tegen Drita, die eindigde in 0-0. Zijn goede start bij Feyenoord resulteerde in een eerste oproep voor het Noors voetbalelftal. Aanvankelijk wist Pedersen zich in de basis te spelen tijdens zijn debuutseizoen bij de Rotterdammers, maar door stevige concurrentie van een steeds fitter wordende Lutsharel Geertruida moest Pedersen in het vervolg van het seizoen voornamelijk op de bank beginnen. Hij maakte zijn eerste doelpunt voor Feyenoord op zaterdag 18 februari 2023; de winnende in de competitiewedstrijd tegen AZ.

#### Verhuur
Medio 2023 zou Pedersen verkassen naar US Sassuolo voor een bedrag rond de zes miljoen euro, maar de deal ging niet door. Feyenoord verhuurde hem dat seizoen alsnog aan de club. Na één seizoen keerde hij terug. Na één wedstrijd in de Eredivisie voor Pedersen verhuurde Feyenoord hem aan Torino FC, met een verplichte optie tot koop. Na een seizoen stapte Pedersen dan ook definitief over naar Torino.

## Carrièrestatistieken
| Seizoen        | Club           | Competitie     | Competitie | Competitie | Beker | Beker | Internationaal | Internationaal | Overig | Overig | Totaal | Totaal |
| Seizoen        | Club           | Competitie     | Wed.       | Dlp.       | Wed.  | Dlp.  | Wed.           | Dlp.           | Wed.   | Dlp.   | Wed.   | Dlp.   |
| -------------- | -------------- | -------------- | ---------- | ---------- | ----- | ----- | -------------- | -------------- | ------ | ------ | ------ | ------ |
| 2018           | Tromsø IL      | Eliteserien    | 3          | 0          | 2     | 0     | 0              | 0              | 0      | 0      | 5      | 0      |
| 2019           | Tromsø IL      | Eliteserien    | 17         | 0          | 2     | 0     | 0              | 0              | 0      | 0      | 19     | 0      |
| 2020           | Molde FK       | Eliteserien    | 21         | 0          | 0     | 0     | 10             | 1              | 0      | 0      | 31     | 1      |
| 2021           | Molde FK       | Eliteserien    | 7          | 0          | 0     | 0     | 0              | 0              | 0      | 0      | 7      | 0      |
| 2021/22        | Feyenoord      | Eredivisie     | 30         | 0          | 1     | 0     | 16             | 0              | 0      | 0      | 47     | 0      |
| 2022/23        | Feyenoord      | Eredivisie     | 29         | 1          | 4     | 0     | 7              | 0              | 0      | 0      | 40     | 1      |
| 2023/24        | Feyenoord      | Eredivisie     | 0          | 0          | 0     | 0     | 0              | 0              | 1      | 0      | 1      | 0      |
| 2023/24        | → Sassuolo     | Serie A        | 28         | 0          | 2     | 0     | 0              | 0              | 0      | 0      | 30     | 0      |
| 2024/25        | Feyenoord      | Eredivisie     | 1          | 0          | 0     | 0     | 0              | 0              | 0      | 0      | 1      | 0      |
| 2024/25        | → Torino       | Serie A        | 29         | 0          | 1     | 0     | 0              | 0              | 0      | 0      | 30     | 0      |
| Carrièretotaal | Carrièretotaal | Carrièretotaal | 166        | 1          | 11    | 0     | 33             | 1              | 1      | 0      | 211    | 2      |

Bijgewerkt op 11 juni 2025.

## Erelijst
| Competitie           | Aantal    | Jaren     |
| Feyenoord            | Feyenoord | Feyenoord |
| -------------------- | --------- | --------- |
| Eredivisie           | 1x        | 2022/23   |
| Johan Cruijff Schaal | 1x        | 2024      |

## Interlandcarrière
Pedersen werd in 2021 voor het eerst opgeroepen voor het Noors voetbalelftal. Hij maakte op 1 september 2021 zijn officiële debuut in de WK-kwalificatie wedstrijd tegen Nederland in Oslo. Pedersen begon in de basis en werd na 59 minuten gewisseld voor Julian Ryerson, de wedstrijd eindigde in 1-1.
| Interlands van Marcus Holmgren Pedersen voor Noorwegen | Interlands van Marcus Holmgren Pedersen voor Noorwegen | Interlands van Marcus Holmgren Pedersen voor Noorwegen | Interlands van Marcus Holmgren Pedersen voor Noorwegen | Interlands van Marcus Holmgren Pedersen voor Noorwegen | Interlands van Marcus Holmgren Pedersen voor Noorwegen |
| №                                                      | Datum                                                  | Wedstrijd                                              | Uitslag                                                | Competitie                                             | Goals                                                  |
| Als speler bij Feyenoord                               | Als speler bij Feyenoord                               | Als speler bij Feyenoord                               | Als speler bij Feyenoord                               | Als speler bij Feyenoord                               | Als speler bij Feyenoord                               |
| ------------------------------------------------------ | ------------------------------------------------------ | ------------------------------------------------------ | ------------------------------------------------------ | ------------------------------------------------------ | ------------------------------------------------------ |
| 1                                                      | 1 september 2021                                       | Noorwegen – Nederland                                  | 1 – 1                                                  | Kwalificatie WK 2022                                   |                                                        |
| 2                                                      | 4 september 2021                                       | Letland – Noorwegen                                    | 0 – 2                                                  | Kwalificatie WK 2022                                   |                                                        |
| 3                                                      | 7 september 2021                                       | Noorwegen – Gibraltar                                  | 5 – 1                                                  | Kwalificatie WK 2022                                   |                                                        |
| 4                                                      | 8 oktober 2021                                         | Turkije – Noorwegen                                    | 1 – 1                                                  | Kwalificatie WK 2022                                   |                                                        |
| 5                                                      | 11 oktober 2021                                        | Noorwegen – Montenegro                                 | 2 – 0                                                  | Kwalificatie WK 2022                                   |                                                        |
| 6                                                      | 13 november 2021                                       | Noorwegen – Letland                                    | 0 – 0                                                  | Kwalificatie WK 2022                                   |                                                        |
| 7                                                      | 16 november 2021                                       | Nederland – Noorwegen                                  | 2 – 0                                                  | Kwalificatie WK 2022                                   |                                                        |
| 8                                                      | 25 maart 2022                                          | Noorwegen – Slowakije                                  | 2 – 0                                                  | Vriendschappelijk                                      |                                                        |
| 9                                                      | 29 maart 2022                                          | Noorwegen – Armenië                                    | 9 – 0                                                  | Vriendschappelijk                                      |                                                        |
| 10                                                     | 2 juni 2022                                            | Servië – Noorwegen                                     | 0 – 1                                                  | UEFA Nations League B                                  |                                                        |
| 11                                                     | 5 juni 2022                                            | Zweden – Noorwegen                                     | 1 – 2                                                  | UEFA Nations League B                                  |                                                        |
| 12                                                     | 9 juni 2022                                            | Noorwegen – Slovenië                                   | 0 – 0                                                  | UEFA Nations League B                                  |                                                        |
| 13                                                     | 12 juni 2022                                           | Noorwegen – Zweden                                     | 3 – 2                                                  | UEFA Nations League B                                  |                                                        |
| 14                                                     | 27 september 2022                                      | Noorwegen – Servië                                     | 0 – 2                                                  | UEFA Nations League B                                  |                                                        |
| 15                                                     | 17 november 2022                                       | Ierland – Noorwegen                                    | 1 – 2                                                  | Vriendschappelijk                                      |                                                        |
| 16                                                     | 20 november 2022                                       | Noorwegen – Finland                                    | 1 – 1                                                  | Vriendschappelijk                                      |                                                        |

Bijgewerkt op 19 februari 2023.